# 章锋
章锋（1957年—），湖北襄阳人，汉族，中华人民共和国政治人物、第十二届全国人民代表大会湖北地区代表。
毕业于中国人民大学工商管理专业。加入中国共产党。2013年，担任全国人大代表。2018年2月24日，当选为第十三届全国人大代表。